# Jarda
Jarda (griechisch γιάρδα giarda, aus englisch yard ) war ein Längenmaß auf den Ionischen Inseln.
- 1 Jarda = 3 Piede = 91,438 Zentimeter
- 1 Miglio (Meilenmaß) = 1760 Jardas
- 22 Jarde = 1 Stadio
- 5½ Jarde = 1 Carnaco